# Partulina montagui
Partulina montagui је пуж из реда Stylommatophora и фамилије Achatinellidae. 

## Угроженост
Ова врста је наведена као изумрла, што значи да нису познати живи примерци.

## Распрострањење
Пре изумирања, само Хаваји, САД.

## Станиште
Врста Partulina montagui је имала станиште на копну.